# If Not for You (série télévisée)
Pour les articles homonymes, voir If Not for You.
If Not for You est une série télévisée américaine de sitcom en sept épisodes de 30 minutes, diffusés entre le 18 septembre et le 9 octobre 1995 sur CBS.

## Fiche technique
Sauf indication contraire, les informations mentionnées dans cette section peuvent être confirmées par la base de données cinématographiques IMDb,  présente dans la section « Liens externes ».
- Titre original : If Not for You
- Réalisation : John Rich, Robert Berlinger, Barnet Kellman et Thomas Schlamme
- Scénario : Chris Leavell, Larry Levin, Dennis Klein, Kenneth Nowling et Jon Weisman
- Casting : Marc Hirschfeld et Gayle Pillsbury
- Montage : Briana London
- Décors :
- Costumes : Kathryn Morrison
- Photographie : Peter Smokler
- Musique : Peter D. Kaye et Mark Mothersbaugh
- Production : David J. Latt
  - Producteur délégué : Dennis Klein et Larry Levin
  - Coproducteur : Maria Semple
- Sociétés de production : Rock Island Productions et Touchstone Television
- Société de distribution : ABC Signature
- Chaîne d'origine : CBS
- Pays d'origine :  États-Unis
- Langue originale : anglais
- Genre : Sitcom
- Durée : 30 minutes

## Distribution

### Acteurs principaux
- Chris Hogan : Lance Richter
- Hank Azaria : Craig Schaeffer
- Elizabeth McGovern : Jessie Kent
- Debra Jo Rupp : Eileen
- Reno Wilson : Bobby Beaumont
- Jim Turner : Cal
- Jane Sibbett : Melanie McKee

### Acteurs récurrents et invités
- Peter Krause : Elliot
- Kelly Coffield Park : Suzette
- Sandra Oh : Anna
- Caroline Aaron : Nina
- Željko Ivanek : Elliot Gordon
- Heidi Swedberg : Melanie McKee
- Cress Williams : Ahmed
- Brian Doyle-Murray : Nestor
- Nick Jameson : Sven Larsen
- Lauren Tom : Claire
- Richard Schiff : Chernikov
- Matthew Glave : Gary Schaffer
- Arabella Field : Paul Schaffer
- Jack Ong : Wu

## Épisodes
1. Detour Ahead
2. Taking a Shower with My Two True Loves
3. The Kiss
4. Snap!
5. The Day the Halo Came Off
6. Who Are You?
7. Rise and Shine